# Kneajîci, Brovarî
Kneajîci (în ucraineană Княжичі) este o comună în raionul Brovarî, regiunea Kiev, Ucraina, formată numai din satul de reședință.

## Demografie
Componența lingvistică a comunei Kneajîci
     Ucraineană (98,04%)
     Rusă (1,67%)
     Alte limbi (0,1%)
Conform recensământului din 2001, majoritatea populației comunei Kneajîci era vorbitoare de ucraineană (98,04%), existând în minoritate și vorbitori de rusă (1,67%).